# Bastien Sicot
Bastien Sicot (1 de enero de 1985) es un deportista francés que compitió en esgrima, especialista en la modalidad de espada. Ganó una medalla de plata en el Campeonato Europeo de Esgrima de 2006, en la prueba individual.

## Palmarés internacional
| Campeonato Europeo | Campeonato Europeo | Campeonato Europeo | Campeonato Europeo |
| Año                | Lugar              | Medalla            | Prueba             |
| ------------------ | ------------------ | ------------------ | ------------------ |
| 2006               | Esmirna (Turquía)  | Medalla de plata   | Espada individual  |